# Rockwell X-30
L'Aereo Spaziale Nazionale (National Aero-Space Plane) (NASP) X-30 fu un tentativo degli Stati Uniti nel creare un veicolo spaziale SSTO. Il progetto venne cancellato prima che l'aereo venisse costruito per i prezzi esorbitanti e per i materiali specifici per quel velivolo.

## Storia del progetto

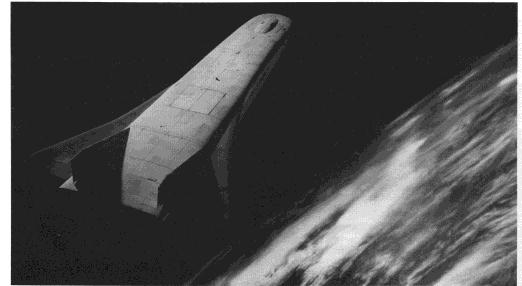
Immagine artistica del X-30

Il NASP ebbe origine da un progetto del Defense Advanced Research Projects Agency (DARPA) chiamato Copper Canyon negli anni tra il 1982 ed il 1985. Nel suo discorso del 1986 sullo stato dell'unione il presidente Ronald Reagan lo chiamò «[...] un nuovo Orient Express che sarebbe divenuto operativo alla fine del decennio successivo, avrebbe decollato dal aeroporto di Dulles, accelerato fino a 25 volte la velocità del suono, avrebbe raggiunto l'orbita bassa terrestre o volato fino a Tokyo in due ore.»
Il risultato fu un programma finanziato dalla NASA, e dal Dipartimento della difesa degli Stati Uniti (il finanziamento venne poi diviso tra NASA, DARPA, l'United States Air Force, l'ufficio Strategic Defense Initiative e la United States Navy).
La McDonnell Douglas, la Rockwell International, e la General Dynamics competerono per sviluppare la tecnologia necessaria per un velivolo ipersonico. La Rocketdyne e la Pratt & Whitney competerono per produrre i motori per il nuovo aereo.
Nel 1990, le compagnie unirono le forze sotto la guida della Rockwell International per costruire l'aereo, e per far fronte ai problemi tecnici ed economici che incontrarono. Il progetto fu ufficialmente nominato X-30. Lo sviluppo continuò fino al 1993, quando il programma infine terminò a causa di tagli del budget e di preoccupazioni tecniche.

## Tecnica

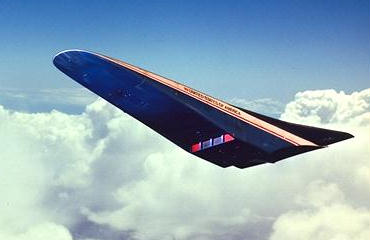
Immagine artistica del X-30

La configurazione del X-30 era di base interamente integrata al motore. La fusoliera a forma di pala generava un'onda d'urto che comprimeva l'aria prima che arrivasse al motore. La parte posteriore della fusoliera formava un sistema integrato per espandere i gas scarico. Il motore doveva essere uno scramjet ma a quel tempo i motori scramjet non erano ancora stati testati con successo.
La temperatura sulla fusoliera sarebbe stata di 980 °C (1800 °F) su gran parte della superficie, con punte massime di 1650 °C sui bordi di attacco e parti del motore. Questo richiese la progettazione di materiali leggeri resistenti ad alte temperature, incluse leghe di titanio e alluminio chiamate alluminuro di titanio gamma e alpha, avanzate fibre di carbonio con fibre di carburo di silicio.
Questi materiali vennero usati dalla McDonnell Douglas per creare una sezione rappresentativa della fusoliera chiamata "Task D". Un serbatoio destinato a contenere idrogeno criogenico, fatto di fibra di carbonio e resina, era integrato alla sezione della fusoliera.
L'insieme, incluso l'idrogeno usato come combustibile, venne testato con successo con carichi meccanici, a temperature di 820 °C (1500 °F) nel 1992, poco prima della cancellazione del programma.

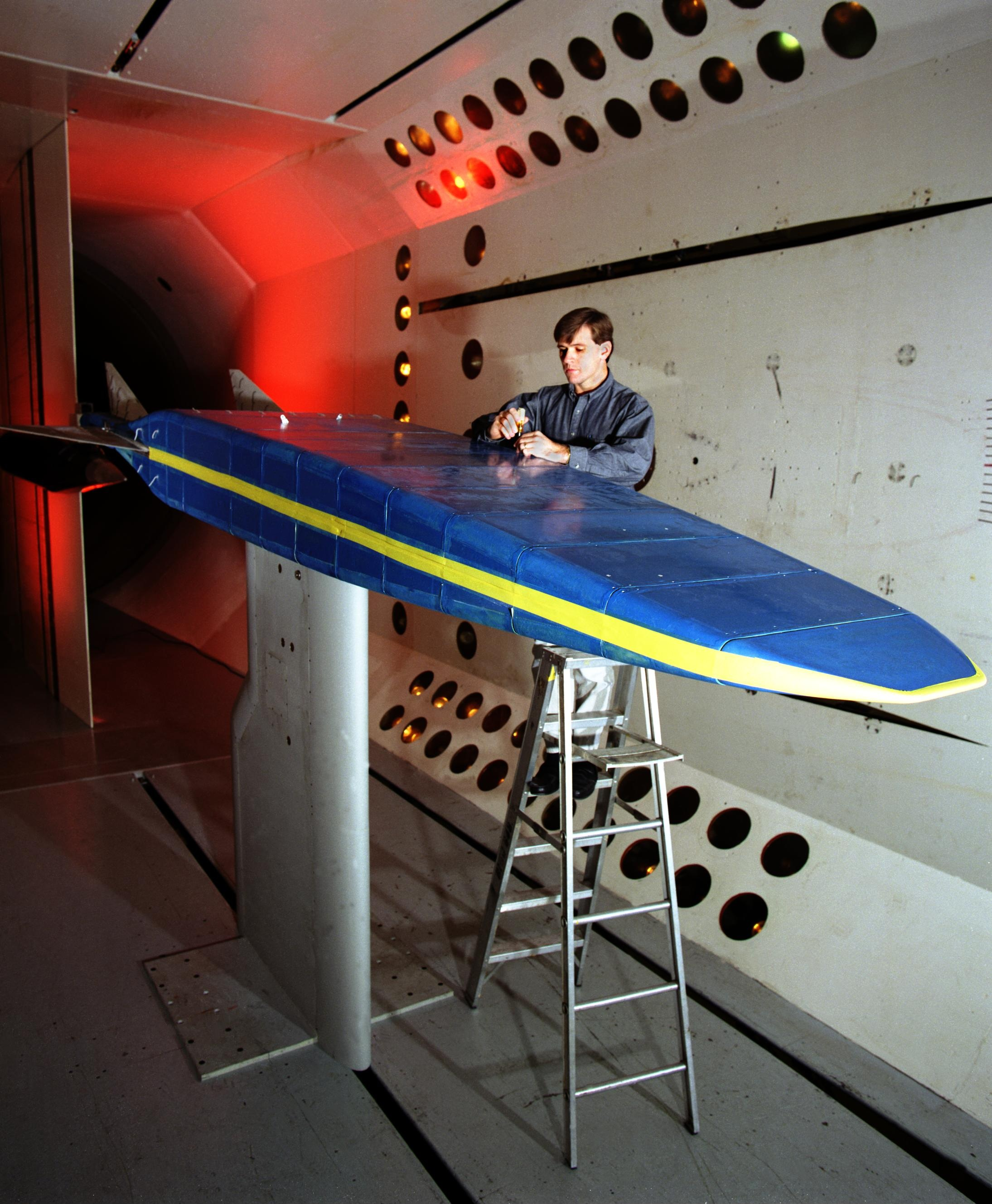
Il modello del X-30 in galleria del vento

Nonostante i progressi nello sviluppo delle tecnologie necessarie, la NASA aveva ancora notevoli ostacoli da superare. Il dipartimento della difesa volle che l'aereo trasportasse un equipaggio di due persone ed avesse anche un piccolo carico utile.
Le richieste di cambiare il velivolo, con la necessaria strumentazione, sistema di controllo ambientale e le attrezzature di sicurezza, avrebbe reso l'X-30 più grande più pesante e più costoso rispetto a quanto necessario ad un semplice dimostratore tecnologico. Il risultato fu la cancellazione dell'X-30 e un passo verso un più modesto programma ipersonico che culminò nel drone X-43 "Hyper-X", che fu virtualmente un modello in scala del X-30.

## Esemplari attualmente esistenti
Non ve ne sono. Tuttavia un dettagliato modello in scala 1:3 dell'X-30 fu costruito da studenti di ingegneria al Mississippi State University's Raspet Flight Research Lab a Starkville.